# Xgħajra
Xgħajra és un municipi del sud de Malta. Està situat a la costa nord, a l'est de la capital, i té una superfície d'1 km². El 2021 tenia 2.192 habitants.